# 埼玉弁護士会
埼玉弁護士会（さいたまべんごしかい）は、埼玉県の弁護士会である。略称は「埼弁」（さいべん）。

## 沿革
- 1893年（明治26年）5月1日 - 浦和弁護士会として創立。
- 1949年（昭和24年）9月17日 - 埼玉弁護士会と改称。

## 業務内容
- 法律相談の運営
- 裁判員制度の普及活動
- 日本弁護士連合会との連携事業

## 所在地
- 〒330-0063 さいたま市浦和区高砂4丁目7-20